# Evergestis zernyi
Evergestis zernyi is een vlinder uit de familie van de grasmotten (Crambidae). De wetenschappelijke naam van de soort is voor het eerst gepubliceerd in 1924 door Karl Schawerda .
De soort komt voor in Irak.